# Ан Леки
Ан Леки (на английски: Ann Leckie) е автор и редактор на научна фантастика и фентъзи. Тя добива популярност след нейния дебютен роман през 2013 г. „Правдата на Торен“, който печели през 2014 г. награда „Хюго“ за най-добър роман, както и „Небюла“, награда Артър Кларк, и награда на Британската асоциация за научна фантастика.

## Биография
Ан Леки израства в Сейнт Луис, Мисури като фен на научната фантастика. Опитите ѝ да публикува своите творби в младостта си са неуспешни.
След раждането на децата си през 1996 и 2000 г., скуката, докато си стои в къщи, я мотивира да скицира първата чернова на това, което някога ще се превърне в „Правдата на Торен“ за Националния месец за писане на романи през 2002 г. През 2005 г. Леки участва в уъркшопа по творческо писане Clarion West, където се учи от Октавия Бътлър. След това пише „Правдата на Торен“ за период от шест години; приет е за издаване от Orbit през 2012 г.
Леки публикува и множество разкази. Нейни кратки истории са избирани за годишни сборници като The Year’s Best Science Fiction & Fantasy, под редакцията на Рич Хортън.
Тя е редактор на on-line изданието за научна фантастика и фентъзи Giganotosaurus от 2010 до 2013 г. Помощник редактор е в подкастът PodCastle. Вицепрезидент е на организацията Американски писатели на научна-фантастика и фентъзи (на английски: SFWA) за периода 2012 – 2013 г.

### Романи

#### Серия „Империя Радч“ (Imperial Radch trilogy)
- Ancillary Justice (2013)
Правдата на Торен, изд.ИК „Бард“, София (2014), прев. Милена Илиева
- Ancillary Sword (2014)
Милостта на Калр, изд.ИК „Бард“, София (2015), прев. Милена Илиева
- Ancillary Mercy (2015)

### Разкази
- „Maiden, Mother, Crone“, Realms of Fantasy, 2010
- „Beloved of the Sun“, Beneath Ceaseless Skies, 2010
- „The Unknown God“, Realms of Fantasy, 2010
- „The Endangered Camp“, Clockwork Phoenix 2, 2009 (препечатана в The Year's Best Science Fiction & Fantasy, 2010 под редакцията на Рич Хортън)
- „Marsh Gods“, Strange Horizons, 2008
- „The God of Au“, Helix #8, (препечатана в The Year's Best Science Fiction & Fantasy, 2009 под редакцията на Рич Хортън)
- „Hesperia and Glory“, Subterranean Magazine 4, 2006 (препечатана в Science Fiction: The Best of the Year 2007 Edition под редакцията на Рич Хортън)